# Denis McDonough
Pour les articles homonymes, voir McDonough.
Denis McDonough, né le 2 décembre 1969 à Stillwater (Minnesota), est un homme politique et haut fonctionnaire américain. Il est secrétaire aux Anciens combattants des États-Unis dans le cabinet de Joe Biden du 9 février 2021 au 20 janvier 2025.
Membre du Parti démocrate, il est auparavant conseiller adjoint à la Sécurité nationale entre le 22 octobre 2010 et le 20 janvier 2013, puis chef de cabinet de la Maison-Blanche entre le 20 janvier 2013 et le 20 janvier 2017 sous la présidence de Barack Obama.

## Biographie

### Jeunesse et études
Né dans une famille catholique d'origine irlandaise, McDonough grandit au Minnesota. Il est diplômé d'un baccalauréat universitaire ès lettres de Saint John's University dans le comté de Stearns. Il voyage par la suite à travers les Amériques et devient professeur de lycée au Belize. Il revient aux États-Unis pour être diplômé d'une maîtrise universitaire ès sciences de l'université de Georgetown.

### Carrière d'assistant au Congrès
Il travaille comme assistant du comité sur les Affaires étrangères de la Chambre des représentants des États-Unis de 1996 à 1999, se concentrant sur les questions liées à l'Amérique latine. Il devient par la suite conseiller du sénateur Tom Daschle, chef des démocrates au Sénat. À la suite de la défaite de ce dernier lors des élections de 2004, il rejoint l'équipe du sénateur Ken Salazar en tant que directeur législatif, puis le Center for American Progress.

### Administration Obama

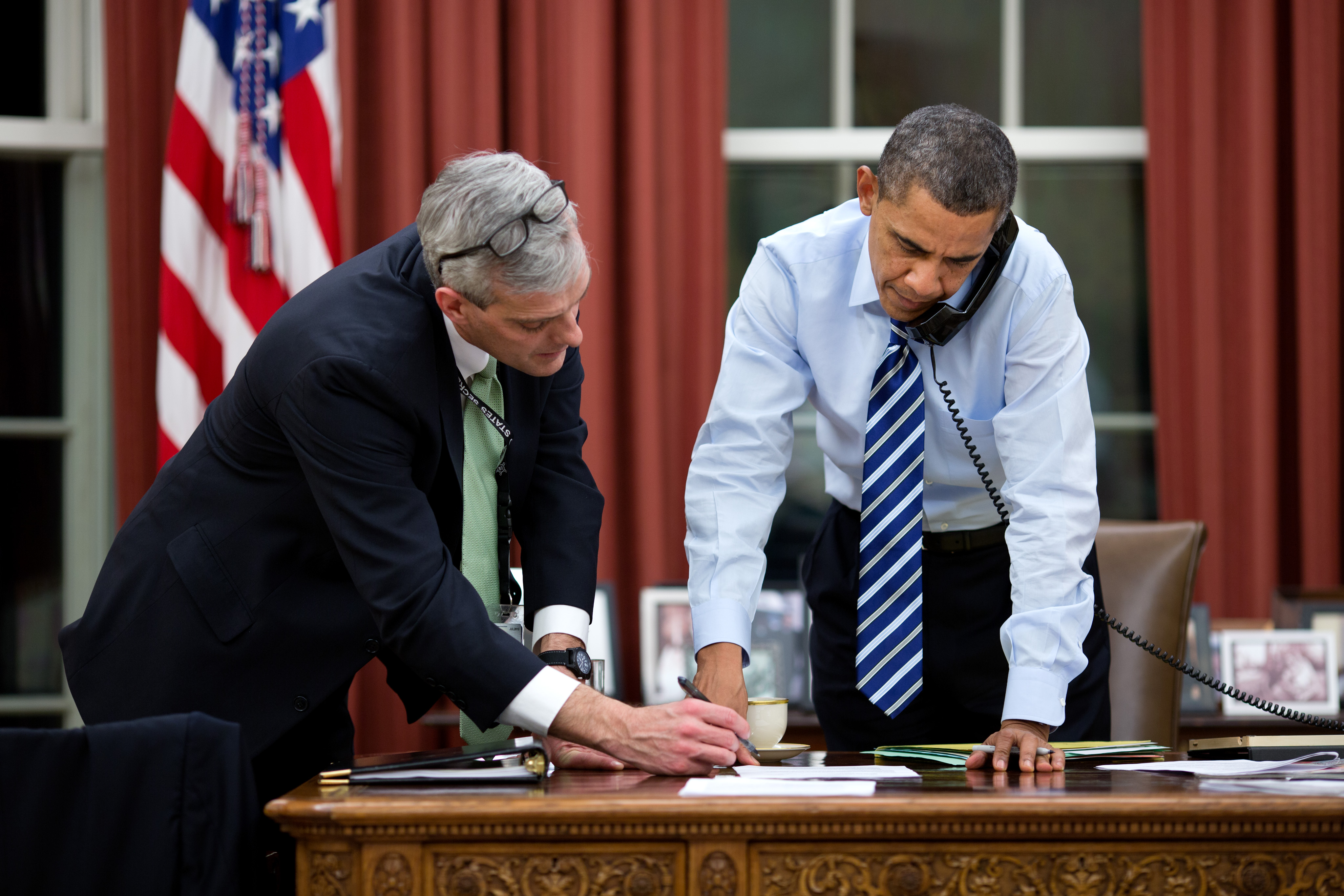
Denis McDonough avec le président Obama dans le Bureau ovale, le 6 février 2013.

Conseiller en politique étrangère du candidat Obama lors de la campagne pour l'élection présidentielle de 2008, Denis McDonough devient directeur de la communication stratégique du Conseil de sécurité nationale après la victoire électorale, puis chef de cabinet du Conseil de sécurité nationale.
En 2010, il est nommé conseiller adjoint à la sécurité nationale et trois ans plus tard chef de cabinet de la Maison-Blanche. Il quitte ses fonctions en 2017, lors de l'entrée en fonction de Donald Trump en tant que président des États-Unis.

### Fondation Markle
Après son départ de la fonction publique, Denis McDonough est recruté par la fondation Markle, stimulant le marché de l'emploi aux États-Unis par la proposition de stages.

### Administration Biden
En décembre 2020, le président élu Joe Biden annonce la nomination de Denis McDonough au poste de secrétaire aux Anciens combattants des États-Unis. Il entre en fonction le 9 février 2021, après un large vote de confirmation au Sénat, par 87 voix contre 7.

### Vie privée
Denis McDonough est marié à Karin Hillstrom. Ils ont trois enfants.